# Зеленяр золотобровий
Зеленя́р золотобровий (Kleinothraupis calophrys) — вид горобцеподібних птахів родини саякових (Thraupidae). Мешкають в Перу і Болівії.

## Поширення і екологія
Золотоброві зеленярі мешкають на східних схилах Анд на крайньому півдні Перу (південь Пуно) та на заході і в центрі Болівії (Ла-Пас, Кочабамба). Вони живуть в підліску та на узліссях вологих гірських тропічних лісів. Зустрічаються на висоті від 3000 до 3500 м над рівнем моря.